# Attyka (kraina historyczna)

Mapa fizyczna Attyki

Attyka (starogr. Ἀττική Attikḗ, nowogr. Αττική Attikí, łac. Attica) – kraina historyczna we wschodniej starożytnej Grecji, granicząca z Beocją oraz Megarą. Aktualnie Megarę zalicza się do Attyki. Obecnie Attyka to region administracyjny (nowogr. περιφέρεια periféria) w Republice Greckiej, graniczący z regionem Grecja Środkowa i regionem Peloponez.

## Attyka w starożytności
Starożytna kraina Attyka zajmowała Półwysep Attycki – przypominający trójkąt, którego jednym z wierzchołków jest przylądek Sunion (ze słynną Świątynią Posejdona) – oraz kilka przybrzeżnych wysp, m.in. Salaminę i Eginę. Przez Attykę przepływają dwa strumienie – Kifissos i Ilissos. W okresie przed powstaniem nowożytnych Aten, naturalnych cieków było znacznie więcej, jednak właśnie te dwa wyznaczały przebieg murów miejskich okresu klasycznego.
Najstarsze z odkrytych i dostępne dla zwiedzających ślady osadnictwa, pochodzą z neolitu, gęsto pokrywając wzgórze Pnyks, wzgórze Muz i północną oraz zachodnią część wzgórza Filopapposa. Pierwsza znana polis ateńska powstała na obwarowanym Akropolu rozszerzając się stopniowo u podnóża skały. Obce wojska, tak greckie, jak barbarzyńskie, burzyły ją wielokrotnie, ale zawsze, w ciągu stuleci, Ateny odbudowywały się wokół swych dwóch ośrodków: sakralnego na Akropolu i publicznego wokół agory. Wokół tych ośrodków życia publicznego, rzemiosła i handlu, wokół świątyń i pałaców rozciągała się bezładna, nieplanowana zabudowa rozrastającego się miasta.
Aż do drugiej połowy XIII wieku p.n.e. Ateńczycy wzmacniali obronność Akropolu. Dookoła szczytu wzniesiono tzw. cyklopowe mury. Grubość ich wynosiła na niektórych odcinkach 5 m. Wejście założono od strony zachodniej, czyli w miejscu najbardziej dostępnym. Tam później – w czasach Peryklesa – jego architekt Mnesikles wzniósł Propyleje. Dla obrony tego głównego wejścia wzniesiono drugi ciąg murów, które zapewniały większe bezpieczeństwo obejmując swym zasięgiem trzy ważne dla miasta źródła.
W czasach legendarnego Tezeusza głównym miastem była Akropolis. Poniżej i na sąsiednich wzgórzach rozciągało się asty, istniejące tu od okresu neolitu, by w VI wieku (za Solona i Pizystrata) przybrać formę eleganckiego organizmu miejskiego otaczającego Akropol. Wtedy też doszło do integracji attyckich demów w jednolite państwo ateńskie.
W największym mieście, Atenach, budowano najwięcej, tu też toczyło się życie państwowe i gospodarcze kształtowały się myśli polityczne i prądy filozoficzne, które legły u podstaw demokracji. W starożytności, okres świetności Attyki rozpoczął się w V w. p.n.e., przede wszystkim za Peryklesa – demokracja, sztuka i filozofia przeżywały wtedy swój rozkwit, a wpływy miasta rozciągały się na cały basen Morza Śródziemnego. Najwyższy poziom zamożności i rozwoju urbanistycznego Ateny osiągnęły w czasach rzymskich, za cesarza Hadriana, wtedy jednak nie były już najważniejszym miastem śródziemnomorskim. Całkowity upadek funkcji miejskich, niemal do poziomu wiejskiego, przeżyły Ateny pod panowaniem tureckim.
Attyka – poza Atenami – była krajem rolniczym. Ale tuż obok rozciągało się morze z jego nieprzebranymi bogactwami. We wschodniej części Attyki leżało bogate w kopaliny i przemysłowe Lawrio oraz ważne kultowo i strategiczne, morskie Sunion. Już w starożytności, większa część ludności Attyki żyła z morza, przemysłu i handlu.
Do najważniejszych miast starożytnej Attyki zaliczały się:
- Ateny
- Brauron
- Eleusis
- Maraton
- gęsto zaludniony kompleks górniczo-produkcyjny Lawrion, pomiędzy miastem Torikos (obecnie w granicach miasta Lawrio), a przylądkiem i twierdzą Sunion

Dużą rolę odgrywała też świątynia Posejdona na Sunion.

## Region Attyka we współczesnej Grecji
Dzisiaj Półwysep Attycki to wysoko uprzemysłowiona część kraju; jest także najbardziej zaludnionym rejonem Grecji.